# Liste der Kulturdenkmäler in Hallschlag
In der Liste der Kulturdenkmäler in Hallschlag sind alle Kulturdenkmäler der rheinland-pfälzischen Ortsgemeinde Hallschlag aufgeführt. Grundlage ist die Denkmalliste des Landes Rheinland-Pfalz (Stand: 17. Juli 2023).

## Einzeldenkmäler
| Bezeichnung                          | Lage                                           | Baujahr | Beschreibung                                                              | Bild                           |
| ------------------------------------ | ---------------------------------------------- | ------- | ------------------------------------------------------------------------- | ------------------------------ |
| Katholische Pfarrkirche St. Nikolaus | Trierer Straße 1 Lage                          | 1867    | neugotischer Bau, 1867, Architekt Vincenz Statz                           | weitere Bilder Fotos hochladen |
| Höckerlinie                          | an der westlichen Grenze der Ortsgemeinde Lage | 1939    | mehrere sehr gut erhaltene Abschnitte der Höckerlinie des Westwalls, 1939 | BW                             |